# Попов, Николай Алексеевич
Попов Николай Алексеевич (1888 — ?) — советский физиолог, преподаватель.
В 1911 году окончил физико-математический факультет Московского императорского института (ныне — МГУ им. М. В. Ломоносова), в 1914 — Московский медицинский институт.
В 1911—1921 годах работал ассистентом кафедры физиологии Донецкого политехнического института в Новочеркасске. 1921—1925 годах — профессором кафедры физиологии Закавказского (Азербайджанского) государственного университета в Баку.
1925—1929 годы — профессор той же кафедры Томского государственного университета. С 1929 по 1934 годы — профессор, зав. отделом физиологии Всесоюзного института экспериментальной ветеринарии (ныне — ВИЭВ им. К. И. Скрябина и Я. Р. Коваленко РАН, 1929—1932 годы) и Всесоюзного института животноводства (1932—1934 годы). В 1934 занимал аналогичные должности в Государственном институте физиологии.
В 1940 году поступил на работу в ЯГПИ, став профессором и заведующим кафедры анатомии и физиологии человека.

## Основные сочинения
1) Искусственные рефлексы у птиц. — Ярославль, 1922;
2) Физиология овцы. — М., 1935;
3) О центральной нервной регуляции обмена веществ. — М., 1936